# 喬匡舜
喬匡舜（898年—972年），字亞元，五代十国南唐官员，高郵人。
喬匡舜年轻时就能写文章，徐知诰作为杨吴执政，任用他为秘書省正字，南唐開國，宋齊丘征召喬匡舜在幕府十餘年，他歷任大理評事、屯田員外郎。喬匡舜率真，不阿諛宋齊丘，宋齊丘欣賞其文藝，但未常推薦提拔。唐烈祖李昪（徐知诰）让公卿推舉親民之人为州县官，见宋齊丘没有推舉喬匡舜，对常夢錫说：「吾不意其捨匡舜也。」常梦锡與韓熙載本来就讨厌宋齊丘，说：「宋公誤識亞元，正可怪也。」后来，宋齊丘出鎮洪州，以喬匡舜为節度掌書記。保大年间，召爲駕部郎中、知制誥、中書舍人。后周攻打淮南，唐元宗计划親率六軍抵抗，喬匡舜切諫，元宗以他動摇人心，流放撫州，但还是没有親征。後主李煜嗣位，喬匡舜历任司農少卿、侍郎、監修國史、給事中，兼獻納使。知貢舉，及第有樂史等五人，都是多年没有中选的人才，被人稱道，但是輕薄少年说这是「陳橘皮牓」。升任为刑部侍郎。年老有病，请求退休。後主怜悯其貧，給俸終身。開寶五年（972年）去世，年七十五岁，諡貞。